# 김재준 (1963년)
김재준(金在俊, 1963년 10월 12일 ~ )는 대한민국의 제12대 경상북도의원이며, 출신은 경상북도 울진군이다.

## 학력
- 죽변중학교 졸업
- 울진고등학교 졸업
- 경상국립대 졸업
- 대구대학교 행정대학원 졸업

## 경력
- 1989 경상북도청 9급 울진군 평해읍 공직 시작
- 1995 경상북도청 새마을과 과장
- 경상북도청 박정희대통령기념사업회
- 경상북도청 농정과 과장
- 경상북도청 FTA대책과 과장
- 경상북도청 산림자원과 과장
- 정부대전청사 산림청 기획과 사무관
- 2018 경상북도청 경북산림환경연구원장
- 2019 경상북도청 산림자원과장
- 2021.02 ~ 2022.12 제31대 울진군 부군수
- 2024.04 ~ 제12대 경상북도의회 의원
- 2024.04 ~ 2024.07 제12대 경상북도의회 전반기 농수산위원회 위원
- 2024.04.18 국민의힘 입당
- 2024.07 ~ 제12대 경상북도의회 후반기 농수산위원회 위원
- 2024.07 ~ 제12대 경상북도의회 후반기 예산결산특별위원회 위원

## 시집, 수필
- 2012 「이발소 근처의 풍경」
- 2019   '다가서지 못한 시간들'
- 2018 ~   ‘한국 유산기(遊山記)’ 3권
- 그리운산   나그네 길
- 흘러온 산  숨쉬는 산
- 바람의 산  구름의 산(현대 산림문학 100선  선정)

## 수상
- 제7회 한국 농촌문학상 수상

- 제9회 산림문학상 수상 등

- 국무총리(정부모범) 표창

- 행자부장관 표창

## 역대 선거 결과
| 실시년도 | 선거        | 대수 | 직책   | 선거구             | 정당   | 득표수   | 득표율          | 순위 | 당락 | 비고           |
| -------- | ----------- | ---- | ------ | ------------------ | ------ | -------- | --------------- | ---- | ---- | -------------- |
| 2024년   | 4·10 재보선 | 12대 | 도의원 | 경북 울진군 선거구 | 무소속 | 11,784표 | \| \| 44.29% \| | 1위  |      | 초선, 민선 8기 |
|          | 44.29%      |      |        |                    |        |          |                 |      |      |                |